# Proscrizione sillana

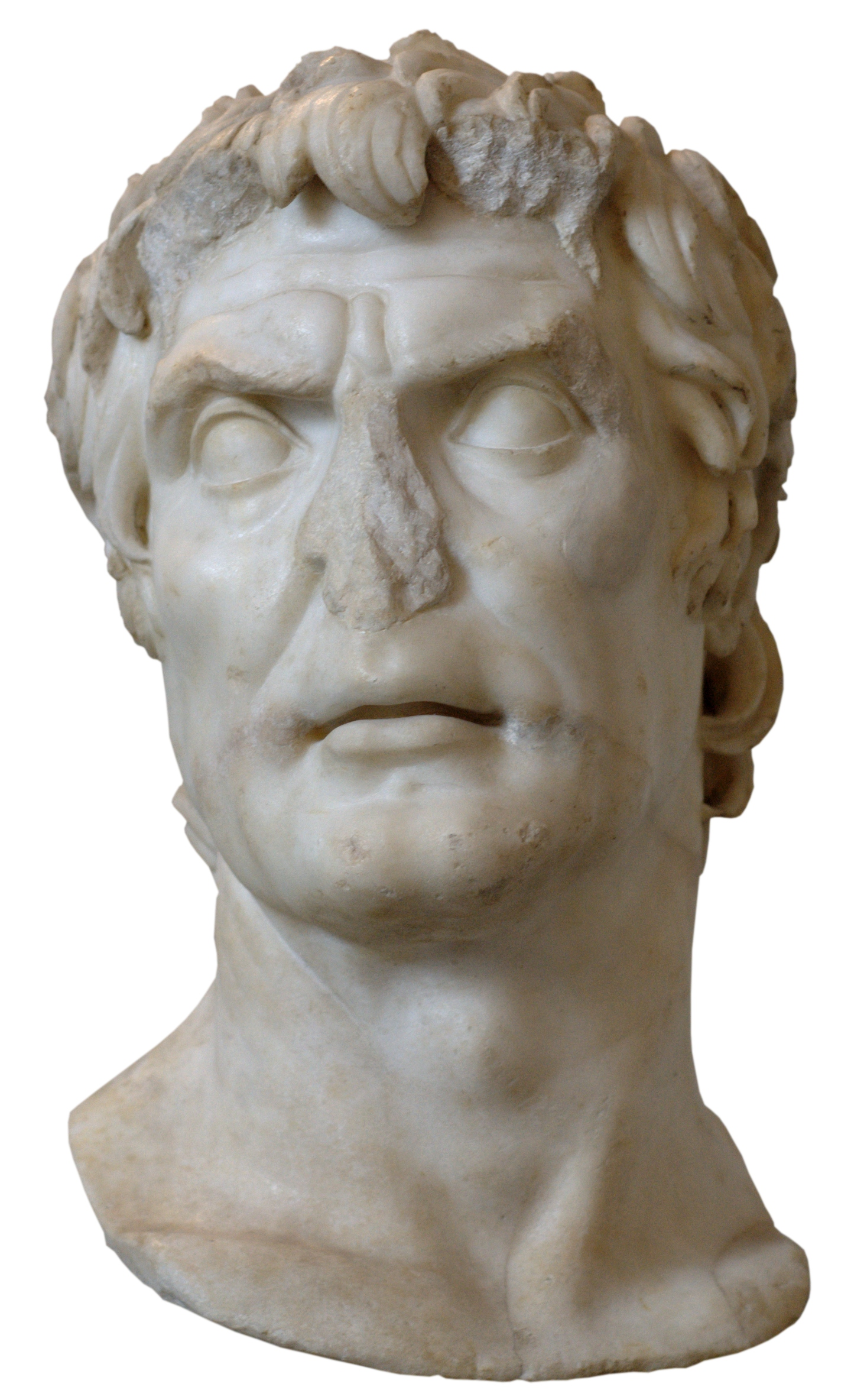
Busto di Lucio Cornelio Silla.

La Prima proscrizione o proscrizione sillana consiste in un'epurazione controllata degli oppositori politici di parte mariana da parte di Lucio Cornelio Silla nell'82 a.C., attuata attraverso la pubblicazione di liste di cittadini romani dichiarati hostes publici, i cui beni venivano confiscati.

## I fatti
La proscrizione di Silla ebbe inizio nell'82 a.C., in seguito alla sua seconda marcia su Roma, e alla sua nomina a dittatore, ed anche se fu in parte concepita come un atto di vendetta contro le uccisioni perpetrate dai mariani nell'87 e nell'82 a.C., fu ben presto regolamentata da un procedimento giuridico che non lasciava spazio a iniziative personali.
Dopo la vittoria di Porta Collina del primo novembre dell'82 a.C., dal momento che il Senato romano non era intervenuto impedendo ulteriori disordini, Silla si occupò personalmente di ristabilire l'ordine a Roma, avendo ancora con sé i suoi soldati, che rimasero ai suoi ordini fino al giorno del trionfo, celebrato il 28 gennaio dell'81. Il 2 novembre dell'82 a.C. Silla convocò il Senato nel tempio di Bellona, che essendo situato all'esterno del pomerium, la cinta sacra di Roma, nella parte meridionale del Campo Marzio gli permetteva di esercitare il potere militare in qualità di proconsole, potere che in seguito sarà accresciuto dall'assunzione della carica di dittatore. Qui espose un'apologia delle proprie azioni ed illustrò il piano che intendeva seguire. Nello stesso momento, nella Villa Publica poco distante, venivano giustiziati i prigionieri dell'esercito vinto.
Dichiarando che non sarebbe stato concesso il perdono per tutti coloro che avevano collaborato con la parte mariana dopo la rottura della tregua dell'83 a.C. fatta dal console Scipione, Silla redasse le liste includendo tutti i magistrati di Roma, ovvero consoli, pretori, questori e legati, gli ex-magistrati, ed i senatori e cavalieri di parte mariana, senza però includere i semplici cittadini, che pure l'avevano combattuto.
Immediatamente dopo l'assemblea Silla fece dunque proclamare dal banditore, il praeco, un editto che fece poi affiggere nel foro e negli altri luoghi deputati all'affissione pubblica, là dove erano esposti gli editti dei magistrati, sia a Roma che negli altri centri d'Italia.
La procedura d'affissione continuò nei quattro giorni successivi, ovvero dal 3 novembre al 6 novembre dell'82 a.C. 
Silla fece affiggere tre liste di nomi, in cui furono inclusi tutti i nomi degli abitanti dell'Etruria e del Sannio di qualche importanza. Le due regioni che si erano opposte a Silla fino alla vittoria finale furono duramente punite. L'Etruria vide la confisca delle terre di tutti i suoi centri più importanti, mentre tutti gli esponenti della famiglie eminenti del Sannio furono eliminati, per evitare la nascita di nuovi oppositori politici. Silla, dopo aver fatto uccidere tutti i prigionieri sanniti caduti nelle sue mani, completò l'epurazione con le liste di proscrizione.

### L'editto di Silla
L'editto di Silla, secondo la consuetudine romana, era scritto con il minio sulla superficie di tavolette di legno imbiancate, denominate semplicemente tabulae. Tale editto non è stato conservato, ed il suo contenuto può essere dedotto dall'editto relativo alla Seconda Proscrizione, riportato da Appiano nel Bellum Civile.
Nella prima parte dell'editto di Silla si giustificavano le misure decise contro i proscritti, ricordando i crimini che avevano commesso, e vietando che fosse perseguitato chiunque non fosse nominato di seguito. Le prescrizioni dell'editto erano probabilmente precedute dalla formula rituale "Quod felix faustumque sit", che ricorda come il potere del magistrato deriva dalla divinità.
I proscritti erano esclusi dal diritto di asilo in qualsiasi luogo: l'aiuto nei loro confronti era punibile con la morte, e non erano affatto considerati i legami di parentela. Inoltre, per il cittadino che avesse collaborato era prevista una ricompensa, pagata ufficialmente dal questore con fondi pubblici.
Infatti chi avesse ucciso un proscritto non soltanto non sarebbe stato accusato di omicidio, ma riportandone la testa, avrebbe ricevuto la ricompensa di due talenti d'argento, pari a 48.000 sesterzi. Una ricompensa minore era riservata a chi avesse denunciato un proscritto o avesse contribuito alla sua cattura. Qualora fosse stato uno schiavo, sarebbe stato affrancato. I beni dei proscritti erano destinati alla confisca come i beni di tutti i parenti maschi del proscritto, che erano inoltre sottoposti all'esclusione in perpetuo dalla vita pubblica. Se il proscritto apparteneva al rango senatorio i suoi parenti dovevano comunque concorrere per la loro parte agli oneri imposti ai senatori.
Alle prescrizioni seguiva poi la prima lista, in cui comparivano 80 nomi di esponenti del ceto senatorio di parte mariana, magistrati o ex magistrati. A questa lista seguirono altre due liste per un totale di 440 nomi; la seconda lista, affissa il 5 novembre dell'82 a.C., conteneva 220 nomi, mentre la terza lista, affissa il 6 novembre dell'82 a.C. riportava gli ultimi 220 nomi di senatori e cavalieri. 
I personaggi figuravano nelle liste in ordine di importanza. I primi due erano i consoli di quell'anno, ovvero Gneo Papirio Carbone e Gaio Mario il giovane, seguiti dai consoli dell'83 a.C., Lucio Cornelio Scipione e Gaio Norbano. Comparivano poi gli altri personaggi secondo l'ordine gerarchico delle loro cariche, ovvero i cinque pretori dell'82 a.C., Lucio Giunio Bruto Damasippo, Marco Mario Gratidiano, Marco Peperna Veiento, Gaio Carrinas, che aveva comandato l'ala destra dello schieramento mariano nella battaglia di Porta Collina, e Marcio Censorino. Seguiva il nome del tribuno della plebe dell'82 a.C., Quinto Valerio Sorano, che oltre ad essere un avversario politico di Silla, aveva rivelato in una delle sue opere il nome della divinità tutelare di Roma, che era tenuto segreto perché non fosse evocato dai nemici, compiendo così un'azione straordinariamente sacrilega. Comparivano inoltre i nomi di alcuni pro-magistrati, il primo dei quali, il più pericoloso di tutti, era Quinto Sertorio, la cui resistenza in Spagna durò molti anni, seguìto da Gneo Domizio Aenobarbo che teneva l'Africa, e da due dei tre pretori dell'83 a.C., Marco Giunio Bruto, il padre dell'assassino di Cesare, e Burrieno.

### Le conseguenze dell'editto
Benché nell'editto non si faccia esplicitamente riferimento alla condanna a morte, ma venga piuttosto elencata una serie di misure volte a privare i proscritti dello status di cittadini romani, la morte del proscritto appare inevitabile per le successive imposizioni. 
I proscritti erano condannati perché limitati dalla serie di divieti che negavano loro il diritto di asilo, perché nessuno, pena la morte, avrebbe potuto accogliere un proscritto, nasconderlo o aiutarlo nella fuga, ed inoltre erano ricercati in vista di importanti ricompense in denaro per la loro uccisione o denuncia. Inoltre, in caso di esecuzione non immediata, la condanna risultava valida in ogni tempo e in ogni luogo. Per il proscritto si verificava quindi l'impossibilità giuridica di sfuggire alla morte con l'esilio, con la conseguenza che quasi tutti coloro che scamparono inizialmente alla morte dandosi alla fuga, furono in seguito catturati e uccisi oppure costretti al suicidio.
È questo il caso del console Gaio Norbano, che si era imbarcato su una nave che aveva come destinazione Rodi, perché avendo esercitato pochi anni prima la questura in Oriente, vi aveva dei sostenitori. L'isola di Rodi era da sempre un luogo sicuro di esilio, ma Silla mandò degli emissari agli abitanti, reclamando la testa del console. Gli abitanti dell'isola si trovarono quindi combattuti tra il loro vincolo di obbedienza a Silla, al cui fianco si erano risolutamente schierati durante la guerra contro Mitridate, e il desiderio di conservare la reputazione dell'isola come luogo di rifugio sicuro. Mentre gli abitanti di Rodi deliberavano in assemblea riguardo alla richiesta dell'estradizione avanzata da Silla, Gaio Norbano si suicidò pubblicamente nell'agorà.
Con la prospettiva di ricompense considerevoli, rafforzata inoltre dalla rassicurazione che il cittadino il cui nome non era riportato in nessuna delle tre liste poteva considerarsi al sicuro, e che quindi era opportuno dare immediata prova di adesione al nuovo regime, si scatenò una caccia all'uomo di notevoli proporzioni non soltanto ad opera dei partigiani di Silla ma anche da parte dell'intera collettività.

### La proscrizione come procedura straordinaria nel sistema giuridico romano
La prima proscrizione si configura come una procedura straordinaria, perché prima di questa il mondo romano risolveva il caso degli oppositori facendo prevalentemente ricorso all'esilio. 
Nel mondo romano l'esilio è un fenomeno che ha una pluralità di esiti, e non sempre è considerato come una pena. L'esilio può essere infatti considerato come l'esercizio di cui il cittadino romano può avvalersi e che gli è comminato al posto di una pena più grave, come riporta Cicerone oppure come una scappatoia per fuggire alla pena di morte, come riporta Sallustio, oppure –soprattutto in epoca imperiale- come una pena vera e propria inserita all'interno del sistema punitivo romano.
Queste tre possibilità non si susseguono necessariamente nel tempo, ma appaiono spesso coesistere affiancate. 
Poiché risulta che inizialmente l'esilio comminato come pena si ha sempre per un delitto particolarmente grave e non per una ragione politica, sia pure in senso non stretto, ne risulta che "l'esilio comminato come pena si rivela l'equivalente di ciò che in delitto penale sarà la proscrizione", sottolineando dunque l'apparente equivalenza negli effetti dell'esilio e della proscrizione intesi come pena comminata ai colpevoli.
Tuttavia, dopo l'82 a.C., accanto alla possibilità di evitare la morte scegliendo l'esilio e (in molti casi) senza perdere la cittadinanza romana, compare il fenomeno della proscrizione che ha la duplice caratteristica di legittimare di fatto uccisioni palesi ma soprattutto di impedire ai proscritti la scelta dell'esilio, formalmente ancora possibile.

### Il numero delle vittime
Il numero delle vittime della prima proscrizione è impossibile da calcolare con precisione, perché le varie fonti presentano cifre differenti. Inoltre, il fatto che la tradizione storiografica superstite sia essenzialmente di stampo senatorio rappresenta un elemento di distorsione della verità storica. Benché si sottolinei fortemente il massacro dei senatori, considerando le cifre appare evidente che non è stata la componente senatoria ma quella equestre ad essere colpita nel modo più duro. 
Secondo Appiano, che pure durante la narrazione si sofferma sulla morte di 58 senatori contro due sole uccisioni di cavalieri e 27 personaggi di cui non viene precisato la classe sociale, sarebbero stati uccisi 60 senatori e 1600 tra cavalieri ed altri personaggi di cui non è esplicitato il ceto. Valerio Massimo, che è meno preciso di Appiano, perché non fa distinzioni di censo, in totale stima 4700 morti; per Floro i morti sarebbero stati 2000, mentre per Orosio che fa il calcolo più alto, i morti sarebbero stati 9000.

### Le esecuzioni
Benché l'editto del proconsole non si esprimesse sulla modalità di esecuzione, il sistema di ricompensa richiedeva necessariamente la decapitazione. Il pagamento era infatti effettuato in presenza della testa mozzata, come testimoniano le Tavole di Eraclea. 
Tuttavia, a differenza delle proscrizioni del 43 a.C., quando le esecuzioni eseguite dai soldati avvenivano comunemente in strada o dovunque si trovasse il proscritto, la prima proscrizione vide uccisioni realizzate in modo solenne, che avevano una notevole somiglianza con le esecuzioni militari. 
Generalmente le esecuzioni avvenivano infatti all'esterno del pomerium, con l'eccezione dei prigionieri di guerra giustiziati dopo un trionfo, che venivano uccisi nel Foro. 
Quindi il proscritto, una volta arrestato, veniva condotto nel Campo Marzio dove avveniva l'esecuzione. Il condannato era privato delle vesti, e con le mani legate dietro la schiena subiva prima la fustigazione con verghe e infine veniva fatto sdraiare al suolo per ricevere il colpo dell'ascia. La morte avveniva quindi per decapitazione con l'ascia oppure per sgozzamento, al punto che il verbo iugulare viene spesso usato come sinonimo di proscribere. L'esecuzione mediante il taglio della testa assimila ulteriormente i proscritti a nemici catturati in guerra, ed è quindi un atto infamante. L'esecuzione era eseguita davanti al magistrato, in questo caso Silla, che assisteva con la testa velata da un lembo della toga, in segno di lutto. 
La testa troncata del proscritto veniva poi portata nei luoghi più visibili della città, dove già Mario, al suo ritorno a Roma nell'87 a.C., aveva esposto le teste dei suoi avversari. 
Questi luoghi erano il Foro, dove le teste erano esposte sui rostri, le tribune utilizzate per le arringhe, oppure alla fontana del lacus Servilius, là dove la via Jugaria immetteva nel Foro, e dove furono eseguite anche alcune condanne, secondo la testimonianza di Cicerone e di Seneca.. Le teste rimanevano esposte finché la decomposizione non aveva cancellato i tratti del volto. Nel frattempo il corpo veniva straziato e mutilato sistematicamente dal carnifex con un uncino, con cui veniva poi trascinato fino al pons Aemilius e da qui gettato nel Tevere, secondo la stessa procedura utilizzata per i condannati che morivano in prigione. 
Sia la decapitazione che l'accanimento sul corpo delle vittime rispondono al desiderio di annientare l'integrità del corpo, che il mondo antico riteneva requisito imprescindibile per ottenere una sepoltura rituale e un conseguente statuto onorevole nel mondo dei morti. La mutilazione si inserisce quindi nel processo di degradazione e umiliazione del condannato, già iniziato con l'utilizzo del termine proscriptio e che porterà Cicerone a definire il proscritto come qualcuno che "non è soltanto bandito dal numero dei vivi, ma è addirittura relegato, se è possibile questa condizione, anche più in basso dei morti".

#### Esecuzioni particolari
Si verificarono anche alcuni casi particolari in cui la mutilazione solitamente riservata ai cadaveri fu inflitta a uomini ancora vivi, e in cui il carnefice evitò di sferrare subito il colpo mortale, strappando gli occhi della vittima al termine dell'esecuzione, in modo che potesse assistere all'intera tortura. Sono questi i casi di Marco Bebio, di Marco Pletorio, di un non bene identificato Venuleio e di Marco Mario Gratidiano.
Il caso di M. Bebio è particolare per il fatto che le fonti antiche univano le vicende di due diversi personaggi, entrambe appartenenti alla gens Baebia, che furono giustiziati in circostanze simili. Il primo M. Baebius fu ucciso nell'87 a.C. al ritorno di Mario, dopo essere stato trascinato con uncino e tagliato a pezzi dagli schiavi Bardei di Mario, mentre il secondo M. Bebio, forse figlio del precedente, al ritorno di Silla, fu smembrato dalla folla mentre era ancora vivo, nel corso di una vera esecuzione di massa.
Marco Pletorio e Venuleio sono due personaggi di rango senatorio di cui non ci sono notizie certe. Una tradizione riferisce che furono messi a morte in condizioni simili a Bebio, un'altra tradizione collega la loro fine all'esecuzione di Marco Gratidiano.
La tradizione riporta che Marco Mario Gratidiano fu catturato da Catilina, quando in seguito alla disfatta di Porta Collina, aveva trovato rifugio in un ovile. Fu poi giustiziato in modo spettacolare sul Gianicolo, sulla tomba dei Catuli, per mano di numerosi carnefici tra cui lo stesso Catilina. Gratidiano fu prima privato dei suoi abiti, e in catene fu trascinato per la città, colpito dalle verghe e umiliato dal corteo che lo seguiva. In seguito fu mutilato sistematicamente in tutte le parti del corpo (l'ordine delle mutilazioni è riportato dalle fonti in modo diverso) ed infine fu decapitato da Catilina. La sua esecuzione ebbe particolare rilievo perché si trattava di un nipote di Mario, figlio di una sorella, adottato da un fratello più giovane affinché diventasse un Mario. Si trattava di un personaggio estremamente popolare perché nell'85 a.C., quando ricoprì la carica della pretura, fece pubblicare soltanto a suo nome un editto che era stato preparato congiuntamente dai pretori e dai tribuni della plebe. Questo editto, che aveva eliminato le monete coniate da M. Livio Druso e che riguardava più in generale il controllo della monetazione da parte dello Stato, produceva inoltre una notevole diminuzione dei debiti privati. L'essersi attribuito tutti i meriti di un procedimento collettivo gli procurò uno straordinario favore da parte del popolo di Roma. Gli furono concessi onori quasi divini, perché furono costruite statue che lo rappresentavano, davanti alle quali venivano bruciati ceri e incenso.
Nell'82 a.C., per un fatto straordinario, Marco Gratidiano era inoltre pretore per la seconda volta, benché avesse aspirato al consolato, per cui venne nominato suo cugino Gaio Mario il Giovane.
Gratidiano era dunque il magistrato più importante che i sillani erano riusciti a catturare, essendo pretore, perché i due consoli erano al momento irraggiungibili: Mario il giovane era assediato a Preneste e Gneo Papirio Carbone era fuggito in Africa. La sua esecuzione si riveste di elementi altamente simbolici non soltanto per le modalità con cui fu effettuata, ma anche per il luogo; la tomba di Quinto Lutazio Catulo, che Gratidiano aveva costretto al suicidio dopo avergli intentato un processo per alto tradimento (era stato infatti console con Mario nel 102 a.C. e con lui vincitore dei Cimbri e dei Teutoni), era un luogo politicamente importante per i sillani vincitori sulla parte mariana.

### La confisca dei beni
I beni dei proscritti come quelli appartenenti a chi era morto in guerra dalla parte mariana venivano requisiti e devoluti allo Stato. Si tratta di una procedura che assimila i proscritti, non a caso definiti hostes publici, a un qualunque nemico di Roma, dal momento che avevano preso le armi contro la repubblica, come appunto un nemico. Per questo motivo i loro beni erano considerati praeda, bottino di guerra, spettante di diritto ai Romani vittoriosi. L'equivalenza beni dei proscritti/bottino era stata dichiarata dallo stesso Silla, alla cui presenza, con una lancia conficcata simbolicamente a terra, i beni erano posti all'asta. Queste aste erano pubbliche, ma date le circostanza i beni furono venduti a prezzi irrisori rispetto al loro valore, a vantaggio di Silla stesso, dei suoi familiari, la moglie Metella e la figlia, e dei suoi alleati e collaboratori nelle persecuzioni, ovvero Publio Licinio Crasso, M. Emilio Lepido, Bellieno, Lucio Sergio Catilina e il liberto di Silla Lucio Cornelio Chrysogono. È possibile avere una qualche nozione del volume del passaggio delle proprietà causato dalla prima proscrizione grazie ad un passo della Periocha LXXXIX di Livio, dove è scritto che Silla “vendette i loro beni, dai quali sottrasse moltissime delle cose più belle. È stato redatto che questi beni avessero un valore di trecentocinquanta milioni di sesterzi”.
Tutte le fonti che parlano della prima proscrizione, oltre alla distruzione fisica dei proscritti, sottolineano con insistenza l'importanza dell'elemento economico, legato per di più alla dissoluzione del concetto di proprietà inalienabile, espresso dalla formula "dominum ex iure Quiritium". Con la prima proscrizione, attraverso l'epurazione controllata dei capi della sconfitta fazione rivale, il nuovo regime ricerca l'appoggio delle masse proletarie con l'incitamento all'eliminazione indiscriminata dei possidenti e la possibilità di una facile acquisizione delle loro ricchezze. L'intero processo è bene esplicitato da Sallustio che scrive "chi desiderava la casa o la villa, e anche soltanto un oggetto di arredamento, un vestito, che apparteneva a qualcuno, si adoperava per farlo iscrivere nella lista dei proscritti"
Si trattava però di beni il cui possesso si rivelò molto precario, come conferma il tentativo di Rullo, contrastato da Cicerone, di confermarne la validità nel 63 a.C., e la cui restituzione agli antichi proprietari fu poi pretesa dalla Lex Porcia del 64 a.C., promulgata dal questore Marco Porcio Catone Uticense. 
In ogni caso a Roma le ricchezze, ed in particolar modo il patrimonio immobiliare, erano imprescindibili per intraprendere la carriera politica, per cui i personaggi più ricchi dello Stato che furono proscritti coincisero necessariamente con gli uomini politici.

### I discendenti maschi dei proscritti
Secondo una prassi comune nel mondo antico i figli e i discendenti maschi dei proscritti erano colpiti con l'esilio e non potevano ereditare le proprietà paterne, perché la mentalità corrente faceva ricadere sui figli la colpa del padre. 
Con questa prassi si risolvevano due problemi distinti: in primo luogo, i figli, non potendo ereditare i beni paterni, confiscati dallo stato, decadevano necessariamente di censo, e quindi non potevano aspirare a cariche pubbliche, cosa che avrebbe permesso loro di diventare pericolosi oppositori politici. In secondo luogo, in una società in cui erano fondamentali i legami familiari, e che includeva nel "mos maiorum" il concetto di "pietas", intesa anche come dovere di vendetta del figlio nei confronti del padre, il nemico del padre diventava necessariamente quello del figlio, con conseguenze non solo politiche ma anche sociali e personali di lotta tra famiglie.
Di conseguenza l'impossibilità che avevano i figli dei proscritti di vendicare i loro familiari, o almeno di riabilitare la loro memoria, evitava che si innescasse una spirale di violenze e vendette in ambito pubblico come in ambito privato.

### La sorte dei capi mariani
I capi mariani superstiti che non furono immediatamente catturati ebbero sorti diverse.
Alcuni furono costretti al suicidio, come Gaio Norbano, altri scapparono verso luoghi lontani da Roma, come Quinto Sertorio che trovò rifugio in Spagna. Lucio Cornelio Scipione ottenne invece il permesso di vivere in esilio a Massalia, salvandosi unicamente per la sua minima importanza politica e per l'appartenenza all'illustre gens degli Scipioni.
La vendetta di Silla si rivolse ovviamente anche contro Mario, il suo avversario principale, che però era già morto nell'86 a.C., quindi più di quattro anni prima. Impossibilitato ad ucciderlo, Silla si accanì contro la sua memoria pubblica, rovesciando i trofei e i monumenti che commemoravano le vittorie di Mario sugli Africani e sui Teutoni, cancellando i suoi atti, ed infine rompendo la sua tomba e disperdendo le ceneri nel fiume Aniene.

### La sorte delle città
I centri d'Italia furono colpiti in modo molto diverso. In alcuni centri la proscrizione interessò soltanto un numero esiguo di cittadini, come nella sannita Larino.
Qui furono proscritti soltanto quattro cavalieri, appartenenti ad una famiglia dell'aristocrazia locale, Aulo Aurio, Aulo Aurio Merlino, Gaio Aurio e Sesto Vibio. In precedenza questi magistrati di Larino, che erano cavalieri romani, avevano preso le difese dei consoli dell'83 a.C. Lucio Cornelio Scipione e Gaio Norbano, che avevano rotto la tregua con Silla. In seguito a questa decisione avevano quindi obbligato alcuni abitanti a lasciare la città; dopo la vittoria sillana di Porta Collina gli esuli ritornarono con l'accompagnamento di un piccolo distaccamento di soldati e affissero alle mura della città l'editto di proscrizione corredato da un estratto della lista che riportava soltanto i nomi dei quattro magistrati. 
Alcune città per evitare un assedio si accordarono con Silla affinché i proscritti presenti all'interno delle loro mura fossero gli unici abitanti ad essere giustiziati: nella città di Nola, in Campania, e più tardi anche a Volterra dopo una resistenza di due anni, in Etruria, si preferì fare uscire i proscritti che vi si trovavano dalle mura della città, in modo che fossero giustiziati da un reparto di cavalleria. 
Altre città subirono una punizione molto più dura, in particolar modo Preneste e Norba.
Prima della caduta della città di Preneste, Silla aveva già inviato all'assediante della città, Q. Lucrezio Ofella, le teste di Marcio Censorino, Carrinas, Damasippo e di Marco Mario Gratidiano, i capi mariani giustiziati immediatamente dopo la vittoria di Porta Collina, in modo che fossero esposte alla vista di Gaio Mario il Giovane, asserragliato dentro Preneste, e degli abitanti della città, come monito della futura sorte della città assediata. Appresa la notizia della disfatta Mario il Giovane e il fratello minore di Telesino, che con lui difendeva la città, cercarono inizialmente di fuggire attraverso i numerosi corridoi sotterranei. Dopo aver constatato che tutte le uscite erano bloccate e sorvegliate, Mario il Giovane e il fratello di Telesino si uccisero reciprocamente. Dopo la caduta di Preneste la testa di Mario il Giovane fu portata a Roma ed esposta sui rostri, mentre gli abitanti di Preneste furono suddivisi in tre gruppi. Gli abitanti che avevano la cittadinanza romana vennero graziati, i Sanniti e i Prenestini furono invece giustiziati; in totale furono uccisi forse 12000 uomini. Dopo aver concesso la vita alle donne e ai bambini, Silla abbandonò la città in fiamme al saccheggio del suo esercito.
La città di Norba, Norma, in Calabria, era la patria del console dell'83 a.C., Gaio Norbano. La città resistette all'assedio dei sillani fino a quando M. Emilio Lepido riuscì ad entrare nella città grazie ad un tradimento. Per non cadere nelle mani dei sillani, all'ingresso di Lepido i cittadini fecero ricorso al suicidio collettivo, alcuni impiccandosi, altri dandosi la morte reciprocamente, altri ancora sventrandosi. Dato che alcuni si erano rinchiusi nelle loro case appiccandovi il fuoco, l'incendio si propagò con rapidità e distrusse completamente la città di Norba.

### La regolarizzazione della proscrizione
Per confermare la validità del suo editto di proscrizione, visto che l'editto di un magistrato romano aveva valore soltanto per la durata della sua magistratura, negli ultimi giorni del dicembre dell'82 a.C., Silla fece approvare la Lex Cornelia. 
Questa legge era corredata da due liste, ed andava a colpire tutti i nemici dello Stato, formalizzando le procedure della proscrizione. Nella prima lista comparivano sia i proscritti che i loro figli maschi, mentre nella seconda lista erano nominati tutti coloro che erano morti nel corso dei combattimenti della guerra civile. La Lex Cornelia metteva esplicitamente al riparo dall'accusa di omicidio tutti coloro che avessero ucciso un proscritto, stabiliva la proibizione del lutto da parte delle famiglie dei proscritti uccisi, per evitare disordini impedendo cerimonie funebri che avrebbero avuto risonanza politica, ed inoltre stabiliva per il proscritto la damnatio memoriae, ovvero la distruzione dei ritratti e delle statue del personaggio, anche privati, insieme alla cancellazione del suo nome da tutte le iscrizioni in cui compariva.

## Le ragioni della prima proscrizione
Le ragioni della prima proscrizione devono essere trovate nel clima generale successivo alla conclusione dello scontro tra sillani e mariani. Tutte le fonti, anche quelle dichiaratamente antisillane, concordano sul fatto che in una situazione così incandescente sarebbe stato impossibile concedere il perdono ai nemici e proibire qualsiasi genere di repressione, perché il tutto si sarebbe risolto in un massacro indiscriminato, perpetrato esclusivamente sulla base di rancori personali.
Silla assunse dunque il compito di regolarizzare la repressione, assumendo il titolo di Ultor, il Vendicatore. Procedette così rapidamente che appena due giorni dopo la vittoria di Porta Collina a Roma si sapeva già che l'epurazione dei sostenitori della parte avversa sarebbe stata contenuta e limitata da una procedura regolarizzata, e tre giorni dopo Porta Collina, con la comparsa dell'ultima lista di proscrizione, si conoscevano con precisione i nomi di tutti coloro che erano stati colpiti dal procedimento. 
La prima proscrizione viene quindi istituita per cercare di arrivare ad un'epurazione controllata in un clima di massacri, e costituisce quindi un notevole progresso per aver regolato per la prima volta a Roma l'eliminazione degli oppositori politici attraverso una procedura giudiziaria.

### L'obiettivo di Silla
Lo scopo principale della prima proscrizione, benché nascosto sotto il più evidente obbiettivo dell'immediata eliminazione fisica dei nemici, si rivela nella sua interezza nella volontà di evitare la nascita di nuovi avversari politici, attraverso il ricorso ad una serie di misure che annientano non soltanto il proscritto ma tutta la sua gens. 
La proscrizione, e la conseguente damnatio memoriae, hanno avuto infatti un impatto tale da cancellare dai documenti storici non soltanto moltissimi nomi, ma anche la testimonianza dell'esistenza di intere gentes. È inoltre elemento degno di considerazione il fatto che siano stati tramandati soltanto 75 nomi su un totale di 520 proscritti, con l'ulteriore conseguenza che questo 15% dei proscritti non costituisce una minoranza rappresentativa, ma sia soltanto il risultato casuale di ciò che è stato fortuitamente tramandato.

## Gli antecedenti
Secondo la testimonianza di Appiano, durante la guerra sociale, e quindi prima dell'82 a.C., con la prima marcia su Roma da parte di Silla nell'88 a.C., si verifica - in piccolo - un episodio che sembra prefigurare la prima proscrizione. 
Dunque, nell'88 a.C., secondo la testimonianza di Velleio Patercolo, Silla scacciò "XII auctores novarum pessimarunque rerum", i dodici principali responsabili di quel funesto rivolgimento politico, fra cui comparivano Mario, Mario il giovane e il tribuno Sulpicio. Plutarco riporta invece informazioni meno dettagliate, affermando che ad essere dichiarati hostes furono Mario e qualche altro. Appiano riporta invece con esattezza i nomi di nove dei dodici proscritti: 
"in quella circostanza era stato poi decretato che erano nemici dei Romani e che il primo venuto li uccidesse impunemente o li conducesse davanti ai consoli, Sulpicio, che era ancora tribuno, e con lui Mario che era stato sei volte console, e il figlio di Mario, e Publio Cornelio Cetego, Giunio Bruto, Gneo e Quinto Granio, Publio Albinovano, Marco Letorio, e altri, quanti con loro, erano circa dodici".
A questi si aggiunge il nome di Quinto Rubrio Varrone ricordato da Cicerone nel Brutus.
Le fonti ricordano poi che Silla aveva fatto approvare dal Senato una legge che dichiarava hostes publici i suoi avversari personali, vietando loro la permanenza nello stato romano, lasciandoli all'arbitrio di chiunque, che avrebbe potuto anche ucciderli, e ponendo il loro patrimonio sotto il sequestro dei questori.
Inoltre, anche se questo episodio può essere inserito all'interno della propaganda sillana, le fonti sottolineano come sia un elemento significativo il fatto che la promulgazione di questa prima lista sia preceduta da un sogno profetico, in cui è la divinità stessa Enyo, che i Romani ricevettero dai Cappadoci, che autorizza Silla a punire i suoi nemici. La dea Enyo si identifica nella romana Bellona, divinità che interveniva in caso di guerra civile e che rispondeva al concetto di giusta vendetta, come la greca Nemesi. In questa luce è quindi significativo il luogo scelto nell'82 a.C. per la convocazione del Senato dopo la vittoria nella guerra civile. Infatti è nel tempio di Bellona che Silla annuncia la sua intenzione di dare inizio alla proscrizione.

## L'immagine della prima proscrizione tramandata dalla tradizione

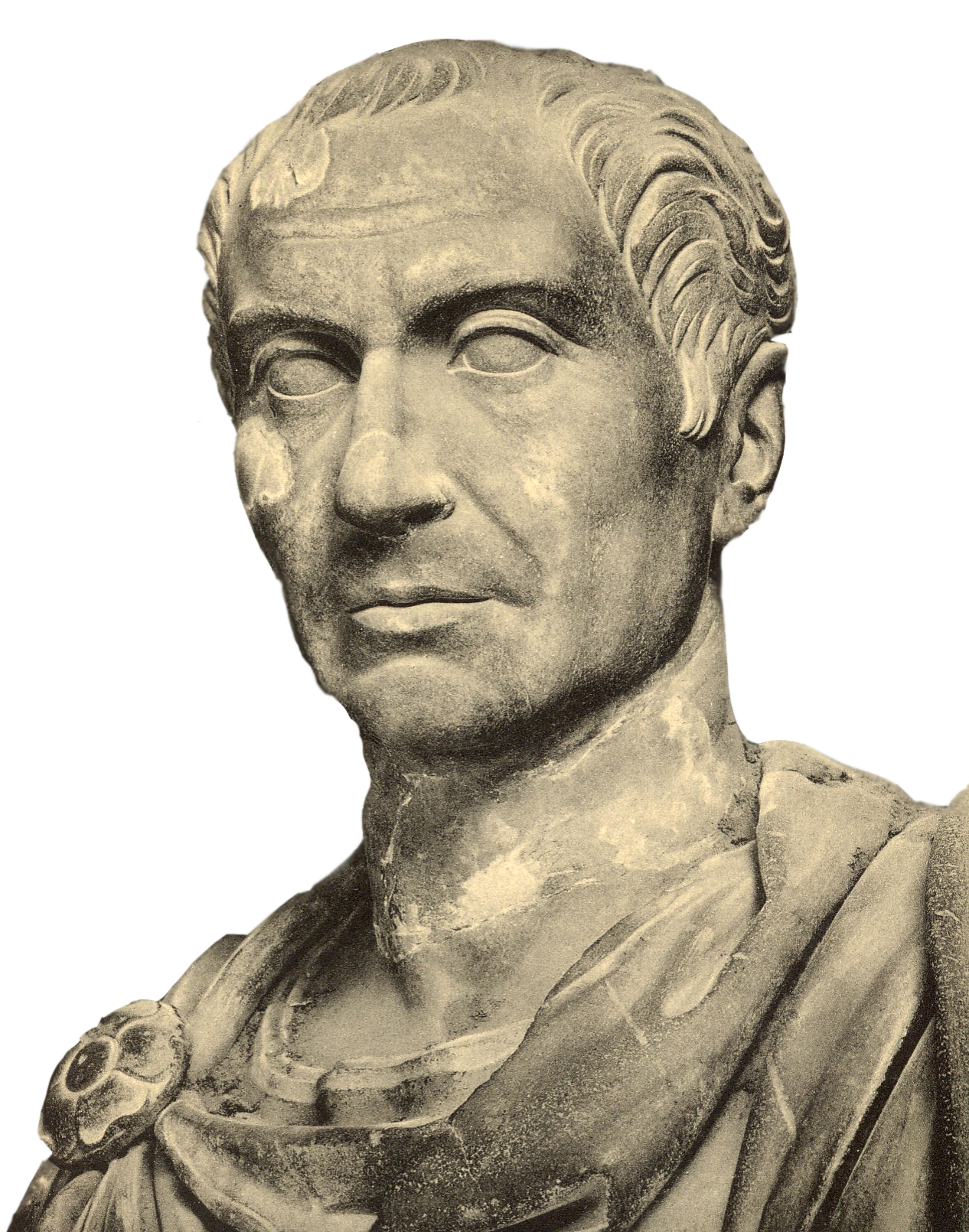
Busto di Cesare che, al contrario di Silla, fece scelta diametralmente opposta di clementia.

Nonostante l'indubbio valore della prima proscrizione, un'epurazione legalizzata rivolta verso un numero limitato di cittadini, in cui trova sfogo la violenza collettiva, per la prima volta canalizzata in un'unica e ben determinata direzione, l'immagine del fenomeno che è stata tramandata è quella di un periodo di terrore scatenato da un tiranno senza pietà per nessuno. 
L'immagine di Silla ha subìto, a causa della proscrizione, una deformazione in senso negativo paragonabile in qualche misura soltanto a quella subita da Annibale, l'hostis per antonomasia, con la creazione della figura del vincitore crudele che annega la propria vittoria in un bagno di sangue. Questa immagine del dittatore si è formata soltanto a partire dalla prima e dalla seconda generazione dopo Silla, prevalentemente a causa dell'accostamento della prima proscrizione alla proscrizione triumvirale del 43 a.C. 
Infatti, i testi pervenuti, che sono tutti posteriori alla seconda proscrizione, sono necessariamente influenzati da quest'ultima, per cui Silla oltre a essere contrapposto ad Augusto, il restauratore della res publica dopo anni di conflitti, si trova anche a soffrire del paragone con Antonio, a cui la propaganda augustea aveva attribuito l'intera responsabilità del fenomeno della proscrizione triumvirale. L'immagine di Silla tramandata dalla tradizione nasce quindi a partire da Sallustio, precisandosi attraverso i testi di numerosi autori, ovvero Cassio Dione, Appiano, Valerio Massimo, Pausania e soprattutto dalle Vite parallele di Plutarco, ed è inoltre rafforzata dalla scelta diametralmente opposta di clementia fatta da Cesare, l'erede della tradizione mariana, in seguito alla sua vittoria contro Pompeo.